# Leyendas de México (telenovela)
Leyendas de México es una telenovela de 1968 en color, producida por Ernesto Alonso y dirigida por Raúl Araiza. Aunque la telenovela estaba basada en el libro de Miguel Ángel Asturias, Leyendas de Guatemala; nunca le dieron crédito en la telenovela.

## Sinopsis
Era una telenovela que abordaba las distintas leyendas de sucesos misteriosos, funestos o terroríficos ocurridos durante la época de la colonia. Entre las diversas leyendas que se escenificaron están: "La Llorona", "La Mulata de Córdoba", "El Callejón del Beso", "Doña Beatriz la Sinventura", "La Leyenda de Don Juan Manuel", "La casa de Maltos, "La hermana de los Ávila y "El caballero de la Noche".

## Elenco
- Jacqueline Andere
- Guillermo Aguilar
- Carlos Bracho
- Pilar Sen
- Malena Doria
- Angélica María
- Enrique Lizalde
- Augusto Benedico
- Miguel Manzano
- Luis Gimeno
- Alicia Montoya
- Elsa Aguirre
- Hortensia Santoveña
- Ricardo Mondragón
- Socorro Avelar
- Daniel Villagrán
- Armando Acosta
- Blanca de Lyz
- Héctor Carlos Flores
- Ernesto Alonso
- Blanca Sánchez
- Fernando Mendoza
- Celia Manzano
- José Alonso
- José Baviera
- Miguel Maciá
- Miguel Suárez
- Emily Cranz
- Lorenzo de Rodas
- Carlos Ancira
- Emma Roldán
- Raúl Dantés
- Felipe Gil
- Ada Carrasco
- Eduardo Alcaraz
- René Molina
- Julia Marichal
- Rocío Garcel
- José Lavat
- Víctor Alcocer
- Rosario Muñoz Ledo (Narradora)